# جان بابتيست ويدراوغو
جان بابتيست ويدراوغو (وُلِدَ في 30 يونيو 1942) هو سياسي بوركينبي،شغل منصب رئيس جمهورية فولتا العليا (بوركينا فاسو حاليًا) من 8 نوفمبر 1982 حتى 4 أغسطس 1983،وانتهت فترة حكمه بعد انقلاب من قبل توماس سانكارا،والذي شغل منصب رئيس الوزراء،كما شغل منصب وزير الدفاع وشؤون المحاربين القدامى من 26 نوفمبر 1982 حتى 23 أغسطس 1983.